# Francisco Trincão
Francisco António Machado Mota Castro Trincão (ur. 29 grudnia 1999 w Viana do Castelo) – portugalski piłkarz, występujący na pozycji napastnika w portugalskim klubie Sporting CP oraz w reprezentacji Portugalii.

## Kariera klubowa
Swoją karierę juniorską rozpoczął w rodzimym klubie SC Vianense, miał też przygodę z FC Porto U-19 i Bragą, w której zakończył juniorską karierę.

### Braga
Trincão zadebiutował 2 kwietnia 2016 r. w rezerwach Bragi w Segunda Liga, jako rezerwowy wszedł w 81 minucie zastępując Carlosa Fortesa przy wyniku 2:1 dla SC Freamunde. Swoją pierwszą bramkę w seniorskiej karierze strzelił 7 maja 2017 r. w przegranym meczu 2:3 z FC Porto B. W latach 2017–2018 strzelił 5 goli, w tym 2 w jednym meczu, wygranym 5:4 przeciwko CD Nacional 1 października, później podpisał nowy pięcioletni kontrakt.
28 grudnia 2018 r. Trincão zagrał swój pierwszy mecz w pierwszej drużynie Bragi, wygrywając 4:0 z Vitória Setúbal w fazie grupowej Pucharu Ligi Portugalskiej, zastępując Fransérgio w 62 minucie. Pięć dni później, trener Abel Ferreira dał mu szansę zagrania w Primeira Liga w wygranym meczu 2:0 przeciwko CS Marítimo, zmieniając Dyego Souse 4 minuty przed końcem meczu.
Trincão swojego pierwszego gola dla pierwszej drużyny Bragi, zdobył 12 grudnia 2019 r. w ostatnim meczu fazy grupowej Ligi Europy, w którym jego drużyna wygrała 4:2 ze Slovanem Bratysława. Swojego pierwszego gola w lidze portugalskiej, zdobył 4 stycznia w wygranym meczu 7:1 przeciwko B-SAD. Trzy tygodnie później zmieniając w 50 minucie Galeno, wygrał razem z Bragą Puchar Ligi Portugalskiej, pokonując w finale FC Porto na Estádio Municipal de Braga.

### FC Barcelona
31 stycznia 2020 r. FC Barcelona ogłosiła warunki transferu Trincão i do klubu z Hiszpanii dołączył dopiero 1 lipca 2020. Swoją pierwszą bramkę zdobył 7 lutego 2021 roku w wygranym 3:2 meczu z Realem Betis.

### Wolverhampton Wanderers
4 lipca 2021 został wypożyczony na jeden sezon do angielskiego Wolverhampton Wanderers z możliwością wykupu.

## Kariera reprezentacyjna
W lipcu 2018 r. Trincão razem z reprezentacją Portugalii U-19, wygrał Mistrzostwa Europy, pokonując w finale reprezentację Włoch po dogrywce 4:3. Wraz z kolegą z drużyny, João Filipe, został królem strzelców tego turnieju z pięcioma bramkami na koncie.
Na Mistrzostwach Świata U-20 2019 w Polsce, Trincão rozegrał wszystkie trzy mecze w fazie grupowej i strzelił jedną bramkę w meczu otwarcia przeciwko reprezentacji Korei Południowej U-20, lecz wraz z drużyną nie wyszedł z grupy.

## Statystyki kariery
Aktualne na dzień 30 czerwca 2022.
| Klub                    | Sezon              | Liga               | Liga  | Liga   | Puchar kraju | Puchar kraju | Puchar ligi | Puchar ligi | Europa | Europa | Inne  | Inne   | Suma  | Suma   |
| Klub                    | Sezon              | Liga               | Mecze | Bramki | Mecze        | Bramki       | Mecze       | Bramki      | Mecze  | Bramki | Mecze | Bramki | Mecze | Bramki |
| ----------------------- | ------------------ | ------------------ | ----- | ------ | ------------ | ------------ | ----------- | ----------- | ------ | ------ | ----- | ------ | ----- | ------ |
| Braga                   | 2018/19            | Primeira Liga      | 6     | 0      | 1            | 0            | 1           | 0           | –      | –      | –     | –      | 8     | 0      |
| Braga                   | 2019/20            | Primeira Liga      | 27    | 8      | 3            | 0            | 3           | 0           | 7      | 1      | –     | –      | 40    | 9      |
| FC Barcelona            | 2020/21            | Primera División   | 28    | 3      | 5            | 0            | –           | –           | 7      | 0      | 2     | 0      | 42    | 3      |
| Wolverhampton Wanderers | 2021/22            | Premier League     | 28    | 2      | 1            | 0            | 1           | 1           | –      | –      | –     | –      | 30    | 3      |
| Ogólnie w karierze      | Ogólnie w karierze | Ogólnie w karierze | 135   | 19     | 9            | 0            | 5           | 1           | 14     | 1      | 2     | 0      | 165   | 21     |

## Sukcesy

### SC Braga
- Puchar Ligi Portugalskiej: 2019/20

### FC Barcelona
- Puchar Króla: 2020/2021

### Reprezentacyjne
- Mistrzostwo Europy U-19: 2018

### Indywidualne
- Król strzelców Mistrzostw Europy U-19: 2018 (wspólnie z João Filipe)
- Gracz miesiąca w Primeira Liga: styczeń 2020, luty 2020